# Chrześcijański hip-hop
Chrześcijański hip-hop (pierwotnie Gospel rap; znany również jako Chrześcijański rap, Gospel hip-hop) – podgatunek muzyki hip-hopowej powstały w latach 80. XX wieku w Stanach Zjednoczonych. Charakterystyczną cechą tegoż gatunku są odwołania do chrześcijańskiego światopoglądu, mające nierzadko wymiar ewangelizacyjny.
W 1982 roku nakładem PolyGram ukazał się pierwszy, dostępny w powszechnej sprzedaży album utrzymany w nurcie chrześcijańskiego hip-hopu – MC Sweet – The Gospel Beat: Jesus-Christ. Jednakże za pioniera gatunku powszechnie postrzegany jest raper Stephen Wiley z albumem Bible Break z 1985 roku.

## Chrześcijański hip-hop w Polsce
Początki chrześcijańskiego hip-hopu w Polsce sięgają roku 2000, kiedy to zaczęły pojawiać się pierwsze zespoły tworzące w tym nurcie, m.in.: 2hp4j, 3miel, JCS, Certyfikat, Evident, Full Power Spirit. Inni przedstawiciele tajże stylistki to tacy wykonawcy jak: Anatom, Royal Rap, Elohim i Rymcerze. Od 2008 w Warszawie odbywa się Festiwal Praski chrześcijańskiej muzyki hip-hopowej oraz dwukrotnie w Warszawie (2004, 2009) odbył się ogólnopolski festiwal chrześcijańskiego hip-hopu „Święte Elo”.
Prawdopodobnie najbardziej znanym przedstawicielem tejże stylistki w Polsce jest raper Tau. Popularność w Polsce zyskali także rapujący księża Jakub Bartczak i Marek Januchowski.